# Otgar de Maguncia

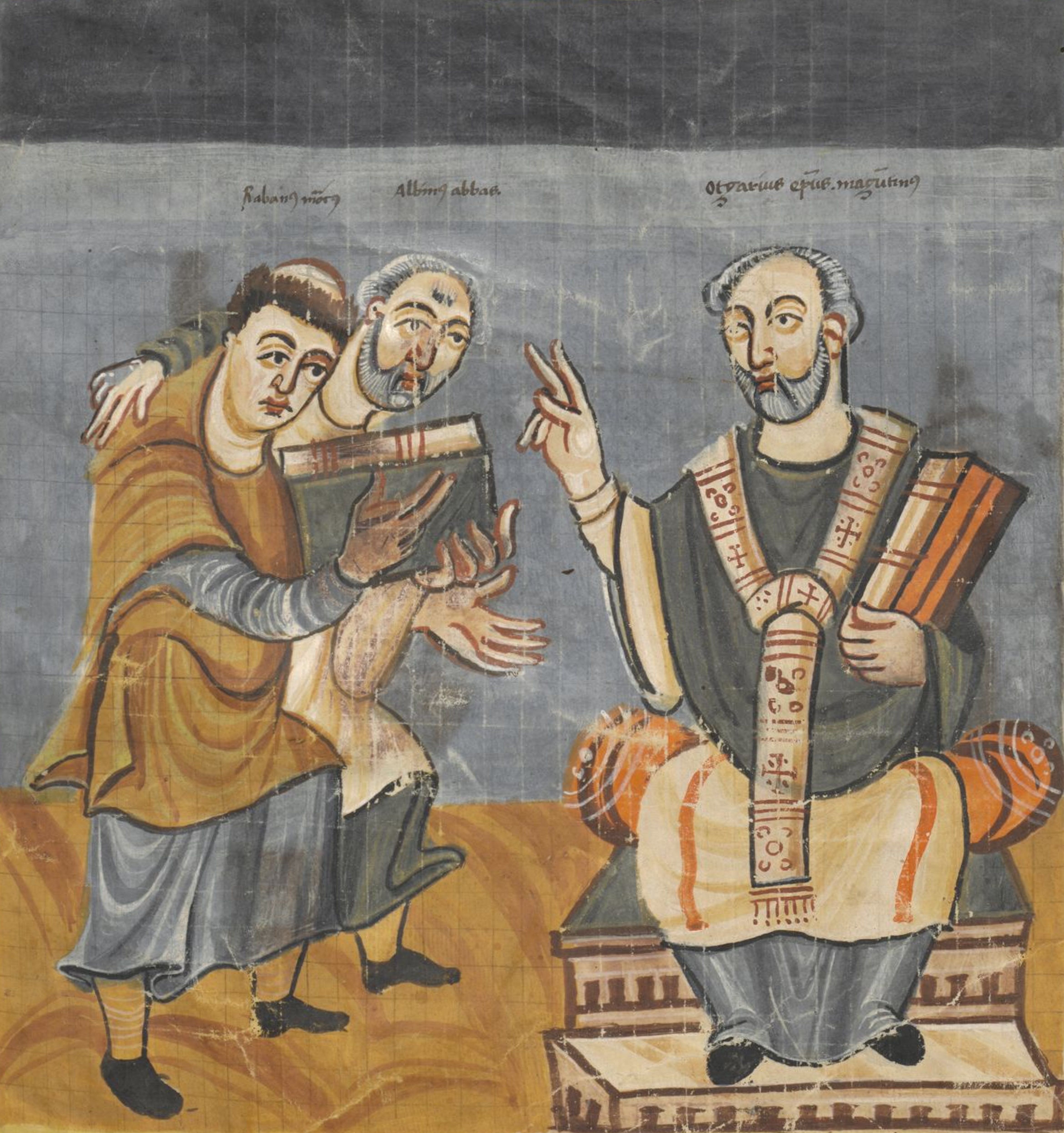
Rabano Mauro (a la izquierda), apoyado por Alcuino de York (en el centro), presenta su obra a Otgar de Maguncia. Ilustración de un manuscrito carolingio del segundo cuarto del siglo IX procedente del Monasterio de Fulda, Österreichische Nationalbibliothek, cod.652, fol. 2v.

Otgar fue obispo de Maguncia desde el año 826 hasta su muerte, el 21 de abril de 847. Su nombre, en latín Otgarius, también se escribe Odgar, Otker u Otger (Otger fue también el nombre del último conde de Gerona, en el mismo siglo IX).

## Biografía
En 834 emprendió el peregrinaje de las siete iglesias de Roma. A su vuelta, en 386, trajo las reliquias de Severo de Rávena, su mujer Vincentia y su hija Innocentia, que se encontraban en Pavía, a su sede catedralicia de Maguncia (para posteriormente ser trasladadas a la iglesia de San Severo de Erfurt); así como algunas de las reliquias de Justino Mártir, para las que construyó la iglesia de San Justino en Höchst (Frankfurt am Main).
En 838 trasladó las reliquias de San Aurelio de Riditio desde la capilla de San Nazario en Hirsau a la iglesia de San Aurelio en la abadía de Hirsau, que consagró formalmente.
Durante los años 838–839, apoyó a Ludovico Pío contra su hijo Luis el Germánico, que intentaba apoderarse de toda la Francia Orientalis (la actual Alemania). Siguió oponiéndose al Germánico incluso tras la muerte del Piadoso en 840. Apoyó a Lotario I en la guerra civil que duró hasta 843. En 842 intentó impedir que Luis el Germánico se aliara con Carlos el Calvo contra Lotario. A su muerte, su sucesor en la sede de Maguncia, Rabano Mauro, apoyó el incremento del control de Luis sobre Francia Orientalis.